# Ministri dei trasporti e delle infrastrutture della Romania
Questo elenco comprende i ministri dei trasporti della Romania dal 1989 ad oggi.
| Ministro | Ministro         | Ministro                         | Partito                                                                              | Governo                      | Mandato          | Mandato          | Leg.        |
| Ministro | Ministro         | Ministro                         | Partito                                                                              | Governo                      | Inizio           | Fine             | Leg.        |
| --- | ---------------- | -------------------------------- | ------------------------------------------------------------------------------------ | ---------------------------- | ---------------- | ---------------- | ----------- |
| Trasporti (Ministerul transporturilor) |                  |                                  |                                                                                      |                              |                  |                  |             |
| |                  | Corneliu Burada (1929)           | Fronte di Salvezza Nazionale                                                         | Governo Roman I              | 2 gennaio 1990   | 28 giugno 1990   | Provvisoria |
| Lavori pubblici, trasporti e gestione del territorio (Ministerul lucrărilor publice, transporturilor și amenajării teritoriului) Dal 30 aprile 1991 Trasporti (Ministerul transporturilor)                           |                  |                                  |                                                                                      |                              |                  |                  |             |
| |                  | Doru Viorel Pană                 | Fronte di Salvezza Nazionale                                                         | Governo Roman II             | 28 giugno 1990   | 30 aprile 1991   | I           |
| |                  | Traian Băsescu (1951)            | Fronte di Salvezza Nazionale                                                         | Governo Roman II             | 30 aprile 1991   | 16 ottobre 1991  | I           |
| Governo Stolojan | 16 ottobre 1991  | Traian Băsescu (1951)            | Fronte di Salvezza Nazionale                                                         | 19 novembre 1992             |                  |                  | I           |
| |                  | Paul Teodoru                     | Fronte Democratico di Salvezza Nazionale Partito della Democrazia Sociale di Romania | Governo Văcăroiu             | 19 novembre 1992 | 6 marzo 1994     | II          |
| |                  | Aurel Novac (1939-2009)          | Partito dell'Unità Nazionale Romena                                                  | Governo Văcăroiu             | 6 marzo 1994     | 12 dicembre 1996 | II          |
| |                  | Traian Băsescu (1951)            | Partito Democratico                                                                  | Governo Ciorbea              | 12 dicembre 1996 | 12 febbraio 1998 | III         |
| |                  | Anton Ionescu (1939)             | Partito Nazionale Liberale                                                           | Governo Ciorbea              | 12 febbraio 1998 | 17 aprile 1998   | III         |
| |                  | Traian Băsescu (1951)            | Partito Democratico                                                                  | Governo Vasile               | 17 aprile 1998   | 22 dicembre 1999 | III         |
| Governo Isărescu | 22 dicembre 1999 | Traian Băsescu (1951)            | Partito Democratico                                                                  | 26 giugno 2000               |                  |                  | III         |
| Governo Isărescu |                  |                                  | Anca Boagiu (1968)                                                                   | Partito Democratico          | 27 giugno 2000   | 28 dicembre 2000 | III         |
| Lavori pubblici, trasporti e abitazioni (Ministerul lucrărilor publice, transporturilor și locuinței) Dal 19 giugno 2003 Trasporti, costruzioni e turismo (Ministerul transporturilor, construcțiilor și turismului) |                  |                                  |                                                                                      |                              |                  |                  |             |
| |                  | Miron Mitrea (1956)              | Partito della Democrazia Sociale di Romania Partito Social Democratico               | Governo Năstase              | 28 dicembre 2000 | 29 dicembre 2004 | IV          |
| |                  | Gheorghe Dobre (1948)            | Partito Democratico                                                                  | Governo Tăriceanu I          | 29 dicembre 2004 | 13 giugno 2006   | V           |
| |                  | Radu Berceanu (1953)             | Partito Democratico                                                                  | Governo Tăriceanu I          | 13 giugno 2006   | 5 aprile 2007    | V           |
| Trasporti (Ministerul transporturilor) |                  |                                  |                                                                                      |                              |                  |                  |             |
| |                  | Ludovic Orban (1963)             | Partito Nazionale Liberale                                                           | Governo Tăriceanu II         | 5 aprile 2007    | 22 dicembre 2008 | V           |
| Trasporti e infrastrutture (Ministerul Transporturilor și Infrastructurii) |                  |                                  |                                                                                      |                              |                  |                  |             |
| |                  | Radu Berceanu (1953)             | Partito Democratico Liberale                                                         | Governo Boc I                | 22 dicembre 2008 | 23 dicembre 2009 | VI          |
| Governo Boc II | 23 dicembre 2009 | Radu Berceanu (1953)             | Partito Democratico Liberale                                                         | 3 settembre 2010             |                  |                  | VI          |
| Governo Boc II |                  |                                  | Anca Boagiu (1968)                                                                   | Partito Democratico Liberale | 3 settembre 2010 | 9 febbraio 2012  | VI          |
| |                  | Alexandru Nazare (1980)          | Partito Democratico Liberale                                                         | Governo Ungureanu            | 9 febbraio 2012  | 7 maggio 2012    | VI          |
| |                  | Ovidiu Silaghi (1962)            | Partito Nazionale Liberale                                                           | Governo Ponta I              | 7 maggio 2012    | 21 dicembre 2012 | VI          |
| Trasporti (Ministerul transporturilor) |                  |                                  |                                                                                      |                              |                  |                  |             |
| |                  | Relu Fenechiu (1965)             | Partito Nazionale Liberale                                                           | Governo Ponta II             | 21 dicembre 2012 | 12 luglio 2013   | VII         |
| |                  | Victor Ponta (ad interim) (1972) | Partito Social Democratico                                                           | Governo Ponta II             | 12 luglio 2013   | 26 agosto 2013   | VII         |
| |                  | Ramona Mănescu (1972)            | Partito Nazionale Liberale                                                           | Governo Ponta II             | 26 agosto 2013   | 25 febbraio 2014 | VII         |
| |                  | Dan Șova (1973)                  | Partito Social Democratico                                                           | Governo Ponta II             | 26 febbraio 2014 | 5 marzo 2014     | VII         |
| Governo Ponta III | 5 marzo 2014     | Dan Șova (1973)                  | Partito Social Democratico                                                           | 24 giugno 2014               |                  |                  | VII         |
| Governo Ponta III |                  |                                  | Ioan Rus (1955)                                                                      | Partito Social Democratico   | 25 giugno 2014   | 17 dicembre 2014 | VII         |
| Governo Ponta IV | 17 dicembre 2014 | 11 giugno 2015                   | Ioan Rus (1955)                                                                      | Partito Social Democratico   |                  |                  | VII         |
| Governo Ponta IV |                  |                                  | Iulian Matache (1972)                                                                | Partito Social Democratico   | 16 luglio 2015   | 17 novembre 2015 | VII         |
| |                  | Dan Marian Costescu (1969)       | Indipendente                                                                         | Governo Cioloș               | 17 novembre 2015 | 5 luglio 2016    | VII         |
| |                  | Sorin Bușe (1960)                | Indipendente                                                                         | Governo Cioloș               | 7 luglio 2016    | 4 gennaio 2017   | VII         |
| |                  | Răzvan Cuc (1983)                | Partito Social Democratico                                                           | Governo Grindeanu            | 4 gennaio 2017   | 29 giugno 2017   | VIII        |
| Governo Tudose | 29 giugno 2017   | Răzvan Cuc (1983)                | Partito Social Democratico                                                           | 17 ottobre 2017              |                  |                  | VIII        |
| Governo Tudose |                  |                                  | Felix Stroe (1955)                                                                   | Partito Social Democratico   | 17 ottobre 2017  | 29 gennaio 2018  | VIII        |
| |                  | Lucian Șova (1960)               | Partito Social Democratico                                                           | Governo Dăncilă              | 29 gennaio 2018  | 22 novembre 2018 | VIII        |
| |                  | Rovana Plumb (ad interim) (1960) | Partito Social Democratico                                                           | Governo Dăncilă              | 7 gennaio 2019   | 22 febbraio 2019 | VIII        |
| |                  | Răzvan Cuc (1983)                | Partito Social Democratico                                                           | Governo Dăncilă              | 22 febbraio 2019 | 4 novembre 2019  | VIII        |
| Trasporti, infrastrutture e comunicazioni (Ministerul Transporturilor, Infrastructurii și Comunicațiilor) |                  |                                  |                                                                                      |                              |                  |                  |             |
| |                  | Lucian Bode (1974)               | Partito Nazionale Liberale                                                           | Governo Orban I              | 4 novembre 2019  | 14 marzo 2020    | VIII        |
| Governo Orban II | 14 marzo 2020    | Lucian Bode (1974)               | Partito Nazionale Liberale                                                           | 23 dicembre 2020             |                  |                  | VIII        |
| Trasporti e infrastrutture (Ministerul transporturilor și infrastructurii) |                  |                                  |                                                                                      |                              |                  |                  |             |
| |                  | Cătălin Drulă (1981)             | Alleanza 2020 USR PLUS                                                               | Governo Cîțu                 | 23 dicembre 2020 | 7 settembre 2021 | IX          |
| |                  | Dan Vîlceanu (ad interim) (1960) | Partito Nazionale Liberale                                                           | Governo Cîțu                 | 8 settembre 2021 | 25 novembre 2021 | IX          |
| |                  | Sorin Grindeanu (1973)           | Partito Social Democratico                                                           | Governo Ciucă                | 25 novembre 2021 | 15 giugno 2023   | IX          |
| Governo Ciolacu I | 15 giugno 2023   | Sorin Grindeanu (1973)           | Partito Social Democratico                                                           | 23 dicembre 2024             |                  |                  | IX          |
| Governo Ciolacu II | 23 dicembre 2024 | Sorin Grindeanu (1973)           | Partito Social Democratico                                                           | In carica                    | X                |                  |             |